# August von Wehrs
Johann Georg August von Wehrs (* 3. September 1788 in Hannover; † 30. Juli 1830 ebenda) war ein deutscher Offizier in schwedischen Diensten und mecklenburgischer Hofrat.

## Leben
August war der Sohn des mecklenburg-strelitzschen Geheimen Legationsrates Georg Friedrich Wehrs, der seit 1799 Ritter des schwedischen Wasaordens war und 1803 in den Reichsadelsstand erhoben wurde.
Wehrs wurde 1805 Offizier bei der schwedischen Götagarde und besuchte ab 1808 die Universität Göttingen, wo er Rechtswissenschaften studierte. Am 18. Januar 1809 gehörte er zu den Mitstiftern des Corps Hannovera. Im Zuge der Gendarmen-Affäre unterzeichnete er die Verrufsliste und floh Michaelis 1809 vor den Franzosen nach Schweden. Er kam 1810 mit dem Regiment von Engelbrechten nach Stralsund und von dort auf den Darß. Am 5. August 1812 geriet er dort in französische Gefangenschaft. 1814 kehrte er von Poitiers über Paris und Brüssel in seine Vaterstadt Hannover zurück. Er schied 1816, nach dem Tod seiner Mutter (25. Januar) als Hauptmann aus dem Militärdienst aus, um seinem Vater zur Seite zu stehen.
Am 26. Oktober 1818 heiratete Wehrs die Tochter Marie (1800–1866) des Borner Oberförsters Zacharias Erdmann Niemann. Aus der Ehe gingen vier Söhne, darunter der spätere Landrat Albert (1821–1896), und zwei Töchter hervor.

## Werke
- Rückerinnerungen, Skizzen und Bemerkungen während und nach meiner französischen Kriegsgefangenschaft. Hannover 1817.
- Der Darß und der Zingst, ein Beitrag zur Kenntnis von Neuvorpommern. Hannover 1819. Nachdruck: Prerow 2006, ISBN 978-3-9810791-0-4.